# Anselm Audley
Anselm Audley (nacido en 1982) es un escritor de literatura fantástica del Reino Unido. Estudió historia antigua y moderna, y mientras cursaba educación secundaria comenzó a escribir los libros de fantasía épica de la serie Aquasilva, la cual se ha traducido al alemán, francés, italiano, castellano y holandés. Publicó su primera novela a la edad de 19 años.
El 13 de noviembre de 2007 Audley publicó una nueva novela ambientada en el mismo mundo de Aquasilva titulada Vespera.
Desde entonces, Audley ha publicado dos trabajos exclusivos con Kindle. Envoy en 2013 y The Day Democracy Died en 2014.

### La trilogía de Aquasilva
- Herejía (2001) se ubica en el imaginario mundo acuático de Aquasilva, controlado por el Dominio, poder religioso dedicado a Ranthas, Dios del Fuego. Al Dominio se oponen variadas fuerzas. Uno de estos opositores es Cathan, hijo del conde de la ciudad de Lepidor. En un viaje a la importante ciudad de Taneth, sede del Dominio, descubre el fanatismo y el extremismo religiosos y decide luchar contra ellos. En su camino conoce a variados personajes y aprende magia gracias al "Exilio", una fuerza opositora de magos que viven ocultos.

- Inquisición (2002) es el segundo volumen de la trilogía de Aquasilva. Después de la batalla en la que liberó a Lepidor de una conspiración iniciada por el Dominio, Cathan y sus amigos huyen al Archipiélago, donde descubrirán un secreto que cambiará sus vidas.

- Cruzada (2003) es el último tomo de la trilogía. Ahora, Cathan, hermano del fallecido emperador Orosius ya conoce sus verdaderos orígenes y sabe que, tarde o temprano, tendrá que enfrentarse al poder imperial respaldado por el Dominio.

### Vespera (2007)
Cincuenta años después de los acontecimientos narrados en la trilogía de Aquasilva se desarrolla en Vespera (antigua Salerian Alastre, capital de Tethia) una nueva historia de intriga y de traición, esta vez protagonizada por el joven espía Rafael Quiridion, que regresa de un exilio para investigar el asesinato del emperador Catilina. Pronto descubrirá que en Vespera, nada es lo que parece...

### Envoy (2013)
Una historia corta que forma parte de la Saga Foreworld, donde diferentes autores colaboran en la construcción de una historia alternativa. Envoy se ambienta durante la invasión de Atila el huno sobre el imperio romano.

### The Day Democracy Died (2014)
Su primer trabajo fuera del género de ficción, esta narrativa histórica desarrolla la caída de la Atenas democrática.